# Розбірки в Бронксі
Розбірки в Бронксі (англ. Rumble in the Bronx) — гонконгський комедійний бойовик з Джекі Чаном у головній ролі.

## Сюжет
Китаєць К'єнг (Джекі Чан) прилітає в Нью-Йорк до свого дядька Білла (Білл Танг) на його весілля. Дядя Білл живе в небезпечному районі міста — Бронксі. Кьенг знайомиться з сусіднім хлопчиком-інвалідом Денні (Морган Лам) і заводить з ним дружбу. Дядя продає свій супермаркет дівчині на ім'я Еліна (Аніта Муй). Дядькові на весілля дарують машину, на яку вночі ледь не наїхала мотоциклом дівчина Ненсі (Франсуаза Йіп) в гонці, влаштованій місцевими хуліганами, але К'єнг їм заважає і дівчина програє гонку. Хулігани не вдоволені, але поліція їх розганяє.
Дядя Білл одружується і їде у весільну подорож, а К'єнг вирішує допомогти Еліні. Одного разу ті ж хулігани приїжджають в той же супермаркет, не знаючи, що там К'єнг, і крадуть пару речей. Еліна просить заплатити за них, але вони скидають речі з полиць, а К'єнг вступає з ними в бійку, в ході якої ламає ніс одному з хуліганів по імені Анжело (Гарвін Крос) і хулігани ховаються. Повертаючись додому, він зауважує, що якусь дівчину хочуть зґвалтувати, але це виявляється пастка тих хуліганів, які заганяють К'єнга в глухий кут і закидають його скляними пляшками до напівсмерті. Наприкінці Анжело хоче його вбити, але ватажок цієї банди Тоні (Марк Екерстрім) та інші проти. Анжело ламає їм кайф і всі їдуть. Виявляється, Ненсі – це сестра Денні, відносини з яким у неї натягнуті. К'єнг, весь закривавлений, приходить додому і втрачає свідомість. Денні каже, що це його друг К'єнг, а Ненсі опрацювала йому рани і пішла. Денні каже, що його сестра пішла до школи. Потім К'єнг йде в супермаркет, але по дорозі він зустрічає знову цих хуліганів і біжить від них. Вони заганяють його на дах, але він стрибає з даху на балкон сусіднього будинку. Тим часом два бандитські угруповання зустрічаються і бос одного з угрупувань на прізвисько «Білий Тигр» (Кріс Лорд) купує діаманти у іншого угруповання. Тоні привозить Ненсі додому і їде. Анжело з одним теж збираються виїхати, але бачать, як чорний лімузин «Білого Тигра» підрізає рожевий лімузин (лімузин тих самих, у кого він купив діаманти) і той врізається в магазин (це бачать і Кьенг, і Денні на прогулянці). Анжело і його друг бачать, що люди в лімузині при смерті, Анжело краде чорний чемоданчик і тікає, в той час як люди «Тигра» під'їжджають і обстрілюють їх. Вони ховаються, а громили «Білого Тигра», не знайшовши діамантів в машині, підривають її. Анжело біжить, його переслідують люди «Тигра», і він ховає діаманти в подушку коляски Денні. Вони наздоганяють його, але діамантів немає. Їх наздоганяє поліція, громили скидають пістолети, поліція заарештовує їх і Анжело. Тим часом Ненсі купила Денні нову подушку і ховається від Кьенга. Денні каже, що заздрить іншим, які гуляють самі в парку. Кьенг його втішає, і Ненсі виходить і просить пробачення у Кьенга. Денні знайомить їх, але розуміє, що вони вже знайомі, вони не говорять, де познайомилися, і Кьенг прощає її. Поліція допитує людей «Тигра» і хоче посадити їх боса, але доказів у них немає, і вони відпускають їх і навіть Анжело як приманку постежити за ним. Люди «Тигра» шукають діаманти на сходовій клітці будинку Кьенга і, представившись агентами ФБР, просять зателефонувати їм, якщо той знайде діаманти. К'єнг приходить в клуб, де танцює Ненсі і розмовляє з нею.
Тоні дізнається, що Кьенг в клубі, і зі своєю бандою біжить за ним, але Ненсі валить їх мотоцикли і вони їх втрачають. Вдень вони приїжджають до супермаркету Еліни і громлять там все і просять сказати де він, але Еліна не знає. Під час нальоту люди «Білого Тигра» викрадають двох людей із банди Тоні. Вони вбивають одного і відпускають іншого, щоб він передав своїм, що, якщо вони не знайдуть Анжело, то вб'ють всіх. Кьенг дізнається про погром і йде з Ненсі в лігво Тоні і там б'ється з ним і його бандою. Тоні каже, що він переміг і може йти. Але його зупиняє людина з банди Тоні з останками того, кого вбили люди «Тигра». Кьенг на прохання Ненсі погоджується допомогти і дзвонить як йому здається в ФБР, а насправді людям «Білого Тигра». Вони знаходять Анжело і Кьенг розуміє хто вони. Анжело каже, що діаманти в подушці коляски Денні. Кьенг і двоє громил їдуть до них і шукають діаманти, але не знаходять їх. Кьенг зрозумів, що діаманти в старій подушці, але не каже їм, а вплутується в бійку, з допомогою Денні перемагає і знаходить діаманти, зв'язавши липових агентів ФБР. Їм дзвонить їх бос, Кьенг відповідає і просить повернути друзів – тоді він віддасть діаманти. Кьенг відправляє Денні в школу, а сам йде в супермаркет. «Білий Тигр» руйнує супермаркет, питає, чи зрозумів він з ким має справу і говорить за годину повернути діаманти або він уб'є його друзів. Кьенг дзвонить в поліцію, ті ставлять йому жучок і стежать за ним при зустрічі з людьми «Тигра». Кьенг видає себе, називаючи їх боса «Білий Тигр», і вони дзвонять босові; він підозрює, що герой Джекі Чана подзвонив у поліцію і просить обшукати його. Вони знаходять жучок і повідомляють босові, той вимагає убити його і заручників і плюнути на діаманти. Громили приводять К'єнга в човновий сарай і намагаються вбити його, але він збігає. Вони його майже ловлять, але поліція допомагає йому, і люди "Білого тигра" тікають. Коп каже, що допомога в дорозі, але Кьенг вирішує сам наздогнати їх. Громили викрадають катер на повітряній подушці і пливуть спочатку по воді, а потім по місту, але Кьенг стрибає на катер і пливе з ними. Катер потрапляє в аварію, Кьенг падає з нього, а катер добирається до кінця вулиці і повертає, поки поліція перекриває дорогу. Кьенг викрадає машину, бере кинджал, їде на зустріч катеру і ріже мечем подушку. Катер зупиняється і Кьенг, дізнавшись де друзі, повідомляє поліції, і ті звільняють їх. У фіналі Кьенг, Ненсі, Тоні та Еліна на тому ж катері їдуть до «Білого Тигру» і тиснуть його.

## В ролях
| Актор          | Роль       |
| -------------- | ---------- |
| Джекі Чан      | Кьенг      |
| Аніта Муй      | Еліна      |
| Франсуаса Йіп  | Ненсі      |
| Білл Танг      | Дядя Білл  |
| Марк Екерстрім | Тоні       |
| Гарвін Крос    | Анжело     |
| Морган Лем     | Денні      |
| Кріс Лорд      | Білий Тигр |

## Знімальна група
- Режисер — Стенлі Тонг
- Сценарист — Едвард Танг, Фібе Ма
- Продюсер — Реймонд Чоу, Роберта Чоу, Леонард Хо

## Збори
- Фільм мав великий успіх у кінотеатрах, зібравши в прокаті майже 83 000 000 доларів і приніс Джекі Чану відомість в США.